# Oberschützen
Oberschützen (ungerska: Felsőlövő) är en ort och kommun i förbundslandet Burgenland i Österrike. Kommunen är belägen i den södra delen av Burgenland i distriktet Oberwart. Oberschützen har cirka 2487 invånare (2024)
Oberschützen är känt bland annat för sitt gymnasium med tillhörande internat, sin museijärnväg (en gren av Pinkatalbanan) och ett stort monument, Anschlussdenkmal som restes 1938 för att fira Österrikes anslutning till Tyskland. Monumentet står fortfarande kvar och är en källa till återkommande kontroverser.
Sångaren Tony Wegas föddes 1965 i Unterschützen.
Kommunen består av fem orter (Ortschaften) (inom parentes invånarantal 1 januari 2024):
- Aschau im Burgenland (382)
- Oberschützen (1 177)
- Schmiedrait (113)
- Unterschützen (492)
- Willersdorf (323)